# Donnycarney
Donnycarney (Domhnach Cearnach en gaélico) es un suburbio situado al norte de Dublín, en Irlanda. Está rodeado por Beaumont, Artane, Killester y Marino, y se halla entre los distritos postales 9 y 5.
Donnycarney es una zona residencial situada a 5 km del centro de Dublín. Disfruta de numerosos servicios, tales como restaurantes, un banco, un centro para jóvenes o un parque de 3,25 hectáreas, el May Park (Donnycarney Park). La zona es regada por uno de los pequeños ríos de Dublín.

## Gente
- Tommy Eglington, un antiguo jugador de fútbol irlandés que jugó para Shamrock Rovers, para el Everton F.C. y Tranmere Rovers F.C., era oriundo de Donnycarney. Como internacional, Eglington jugó para las dos selecciones irlandesas, la de la República de Irlanda y la de la isla de Irlanda.

- En Donnycarney vivió parte de su infancia Charles Haughey, antiguo Taoiseach, que posteriormente se trasladó a Raheny, y luego a Grange Park en lo que entonces era Baldoyle, y luego Kinsealy.

- El fundador de The Chieftains, Paddy Moloney, nació y creció en Donnycarney.
- El músico Barney McKenna, miembro del grupo The Dubliners, nació en Donnycarney.

- Los miembros del grupo musical U2 se encontraron y se formaron como grupo mientras asistían a la Mount Temple Comprehensive School, que está en el área de Donnycarney.

- La familia del músico Glen Hansard vive en Donnycarney.